# Base aérea de Abu Suwayr
A Base aérea de Abu Suwayr é uma base aérea da Força Aérea Egípcia, localizada a aproximadamente 17,1 km a oeste de Ismailia, e a 116 km a nordeste do Cairo, no Egipto. Ela está posicionada para a defesa estratégica do canal de Suez Canal. Durante a Segunda Guerra Mundial, a base era conhecida como RAF Abu Sueir, uma base aérea da Real Força Aérea entre 1917 e 1956. Nesta época, foi usada pelos britânicos e pelos norte-americanos na Campanha do Norte de África, contra as forças aéreas do eixo.